# Ajalet
Ajalet (tur. ayalet od arap. äyālä) ili pašaluk nadležno je područje valije; oblast, pokrajina, upravna jedinica, provincija, ejalet (Anić-Goldstein), ejalat (Klaić). Oblast u bivšoj Turskoj, kojoj je stajao na čelu jedan činovnik (valija, mutesarif) s titulom paše, zbog čega se zvala i pašaluk; dijelila se na više sandžaka ; poslije 1865. više ejaleta sačinjavalo je jedan vilajet (Vujaklija). "Bosna je za turske uprave najprije bila ajalet, a 1865. god. postala je vilajet" (Škaljić). Godine "1833. postala je Hercegovina samostalan ejalet s vezirom na čelu. God. 1865 od Bosanskog i Hercegovačkog ejaleta formiran je Bosanski vilajet, kome je na čelu stajao valija (guverner)" (ELZ). (jn)